# Захищені (телесеріал)
«Захищені» (ісп. Los Protegidos) — іспанський телесеріал виробництва Бумеранг ТВ, створений для каналу Antena 3. Перший сезон стартував 12 січня 2010 року.
Перший сезон закінчився 12 квітня 2010 року, складався з 13 серій і мав у середньому 3,36 мільйона глядачів. Через великий успіх першого сезону було ухвалено рішення про знімання другого. Прем'єра відбулася 16 січня 2011 року. Другий сезон складався з 14 серій. Наприкінці другого сезону, в квітні 2011 року, було ухвалено рішення про знімання третього сезону.
27 листопада 2011 року Антоніо Гаррідо в інтерв'ю для журналу сказав: «Там буде четвертий і п'ятий сезон «захищених»». Ці відомості підтвердив і канал Antena 3. Серіал повинен був зніматися ймовірно до 2014 року.
Попри ці заяви, Соня Мартінес, представник телеканалу Antena 3 підтвердила, що третій сезон буде останнім для телесеріалу.

## Сюжет
В основі сюжету серіалу лежить непроста доля Маріо і Хімени, діти яких мають надприродні здібності, через що на них йде полювання таємної організації під керівництвом так званого «Батька». В результаті їм доводиться об'єднатися і втекти з міста. Під опікою Маріо (Антоніо Гаррідо) - вдівця, син якого володіє телекінезом, і Хімени (Енджі Сепеда) - доньку якої викрали невідомі люди через її дар передбачення, знаходяться тепер Сандра, яка може керувати електрикою, Змій - здатний ставати невидимим в потрібний момент таЛусія, яка читає думки і може передавати власні. Нарешті, вони знаходять притулок у Загубленій Долині і повинні видавати себе за справжню сім'ю, а також приховувати свою таємницю, і шукати шляхи до порятунку дочки Хімени - Бланки.

## Стислий опис першого сезону
Все починається в дощову ніч, коли життя Хімени руйнується в одну мить. Вона бачить, як невідомі викрадають її доньку Бланку, і не може нічого зробити. У пошуках своєї дочки, вони звертається за допомогою в поліцію, і розшукує своїми силами в місті, але це не приносить результату. До тих пір допоки вона не зустрічає людину, яка відкриє їй очі на те, що відбувається. Його звати Сильвестр. Він знає, чому викрали її доньку, й розповідає про те, що ще багато дітей знаходиться в небезпеці. Особливих дітей ... Донька Хімени володіла даром передбачення, і тепер її необхідно врятувати.
Але робить вона це не поодинці. Доля зіштовхує її з людьми, які їй в цьому допоможуть. Вона зустрічає Карлоса - сором'язливу дитину, який може переміщати предмети силою думки. Змій - хуліган, який кожен раз вислизає непоміченим після крадіжок завдяки своїй здатності стати невидимим. Сандра - симпатична дівчина, яка може руками створювати електрику. Люсі, яка може читати думки і просто хоче мати справжню сім'ю. І Маріо - батько Карлоса, який дуже переживає через здібності його сина.
У пошуках таємничої людини, яка зможе допомогти розгадати таємницю, всі ці люди об'єднають свої долі разом і, щоб вижити, будуть змушені переїхати в передмістя, й жити разом, як звичайна сім'я. Хоч вони й будуть думати, що небезпека вже позаду, дар, яким володіють діти, настільки сильний, що навряд чи залишиться непоміченим ...

## Короткий опис другого сезону
Після дотику до дівчинки, яку Андрес ховав у себе вдома, Маріо знепритомнів. Хімена в розпачі і не знає, що робити, в той же момент з'являються Андрес та Нурія. Чи зможуть вони врятувати Маріо? Які у них наміри? Хімена відкриє таємницю викладачів, і дізнається, чому вони живуть у Загубленій долині.
Але не обійдеться і без проблем, під назвою «Роза Руано», яка бачачи, що щось незвичайне відбувається в будинку Кастільо, буде винюхувати більше, ніж зазвичай, і зробить такі речі, які не очікував ніхто.
У той же час, Сандра повертається додому до батьків. Її супроводжує Змій, ставши невидимим, щоб переконатися, що вона благополучно прибула до місця призначення.
Але возз'єднання Сандри з сім'єю незабаром буде перерване несподіваною подією ... Після того, як Сандра була викрадена, вона зустрічає нового союзника, якого звуть Анхель (Максі Іглесіас) і їм вдається втекти від Батька. Разом вони повертаються назад у будинок Кастільо, проте не всі приймають Анхеля дуже добре. Змій думає, що той щось приховує ...

## Герої серіалу

### Головні герої
| Актор                | Роль |
| -------------------- | --- |
| Антоніо Гаррідо      | Маріо Монтеро / Маріо Кастільо Кіцстер Маріо є главою цієї «особливої» сім'ї. Втративши два роки тому свою дружину, він змушений один піклуватися про свого сина Карлоса й працювати в поліцейській дільниці. Після того, як Карлос розповів йому про свої здібності, Маріо вирішив зв'язатися з Хіменою, чию історію про викрадення дочки він почув напередодні в дільниці. Хімена вступає в контакт з ним, думаючи, що він може допомогти в пошуках її дочки. Після того, як виникла загроза викрадення незнайомими людьми його сина, Маріо змушений ховатися з Хіменою й іншими дітьми, змінити місце проживання й розпочати нове життя, що виявляється не так уже й легко. Він ризикує бути викритим, коли закохується в викладача в новій школі «його дітей» - Нурію. Але в той же момент відчуває якісь почуття до Хімени. Коли він розуміє, що Нурія - не та, за кого себе видає, Хімена вже буде знаходиться у великій небезпеці, її викраде Андрес. Після обшуку будинку Андреса, життя Маріо висить на волосині. Він доторкнувся до дочки Андреса, яка при дотику до людини зупиняє його серце. |
| Енджі Сепеда         | Хімена Гарсіа Кабрера/Хімена Рей Піна «Мати» в сім'ї Кастільо Рей. Після викрадення її доньки Бланки, яке крихітка передбачила годиною раніше, Хімена робить все можливе, щоб її знайти, але всі спроби не приносять результату. Через дев'ять місяців після викрадення, з нею зв'язується людина, яку звути Сильвестр, який повідомив їй, що окрім Бланки існує ще безліч особливих дітей, яких переслідують викрадачів. Хімена вирішує допомогти Маріо та його синові, і відвести його до Сильвестра. Але по дорозі вони зустрічають Лусію, яка розповідає їм, що її прийомний батько в біді. |
| Ана Фернандес Гарсіа | Сандра Олаіс Бенедетті / Сандра Кастільо Рей «Іскорка» Одна з старших «дочок» в родині Кастільо. Втікла з будинки після того як випадково відправила в лікарню свою сестру Марту, вдаривши її струмом. Сандра переживає це найтяжче. Іноді їй вдається контролювати здатності, але раніше вона не могла доторкнутися ні до кого. Любить Змія, але вони не можуть бути разом, тому що вони не можуть один одного торкнутися. |
| Луїс Фернандес       | Анхель «Змій»/Полікарпо «Полі» Кастільо Рей Старший «син» у сім'ї Кастільо. Жив на вулиці, допоки не зустрів Сандру. Може ставати невидимим. Любить Сандру, але вони не можуть бути разом, тому що вони не можуть один одного торкнутися. |
| Данієль Авілес       | Карлос Монтеро / Карлос «Карлітос» Кастільо Рей Рідний син Маріо. Володіє телекінезом. Може переміщувати предмети силою думки. Любить читати казки. Стає найкращим другом Лусії. |
| Прісцилла Дельгадо   | Лусія Еспосіто/Лусія Санчес Ернандес/Лусія Кастільо Рей може читати думки людей, а незабаром і передавати свої в чужі голови. Її батьки померли, коли вона була ще зовсім маленькою, все дитинство поневірялася по притулках. |
| Маріо Марсо          | Лукас Лопес Гальєго / Лукас Кастільо Лопес 14 років, після того як рідні вигнали з дому опиняється у «Батька», незабаром потрапляє в сім'ю Кастільо Рей. |
| Максі Іглесіас       | Віктор «Анхель» Підісланий в сім'ю Кастільо-Рей «Батьком», незабаром виявляється, що він рідний брат "Змія". Убитий. |
| Марта Торне          | Хулія Директор школи. Має місію захищати дітей від «Матері». |

## Дар, яким володіють герої
| Змій     | Має здатність ставати невидимими в очах оточуючих, а надалі й робити невидимими будь-які речі.                                                                                          |
| Сандра   | Може впливати на електричне поле навколо себе. |
| Лусія    | Може чути думки оточуючих, а надалі може проникати в думки того, кого хоче й говорити з ним, щоб інші цього не почули.                                                                  |
| Карлітос | Телекінез (вміння переміщувати предмети силою думки) |
| Лукас    | Здатний перетворюватися на іншу людину після дотику до неї, надалі — зможе перевтілитися в будь-яку людину, заздалегідь не торкаючись її, за умови, що він перетворювався на неї раніше |
| Анхель   | Стає кам'яним, легким мов повітря, проходить через стіни |
| Бланка   | Володіє даром передбачення |
| Лео      | Управляє часом, який може зупинити або вирушити в минуле |
| Мішель   | Управляє комахами. |

## Сезони
| Сезон  | Сезон  | Серії | Початок       | Фінал           | Аудиторія | Аудиторія   | Аудиторія |
| Сезон  | Сезон  | Серії | Початок       | Фінал           | Глядачі   | У відсотках |           |
| ------ | ------ | ----- | ------------- | --------------- | --------- | ----------- | --------- |
|        | 1      | 13    | 12 січня 2010 | 12 квітня 2010  | 3 361 000 | 18,1 %      |           |
|        | 2      | 14    | 16 січня 2011 | 17 квітня 2011  | 3 025 000 | 15,1 %      |           |
|        | 3      | 14    | 8 травня 2012 | 13 черевня 2012 | 2 142 000 | 12,1 %      |           |
| Усього | Усього | 41    | 2010          | 2012            | 2 843 000 | 15,1 %      |           |